# کمینه خورشیدی

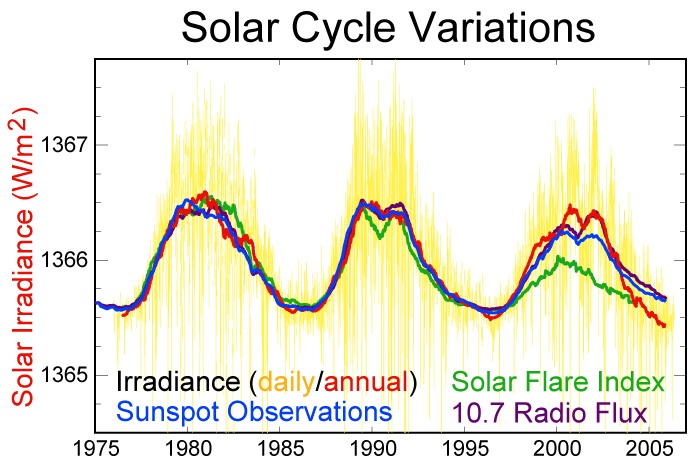
سه چرخه خورشیدی اخیر

کمینه خورشیدی (انگلیسی: Solar minimum) دوره‌ای منظم از کمترین فعالیت خورشید در چرخه خورشیدی ۱۱ ساله است. در طول کمینه خورشیدی، فعالیت‌های مربوط به لکه خورشیدی و شراره خورشیدی کاهش می‌یابد و گاهی روزها بدون وقوع هیچ لکه‌ای سپری می‌شود. به‌طور متوسط، چرخه خورشیدی حدود ۱۱ سال طول می‌کشد تا از یک کمینه خورشیدی به کمینه بعدی برسد، با دوره‌هایی که بین ۹ تا ۱۴ سال متغیر است. تاریخ کمینه خورشیدی بر اساس میانگین هموارشده ۱۲ ماهه فعالیت لکه‌های خورشیدی تعیین می‌شود، بنابراین معمولاً تعیین تاریخ دقیق کمینه خورشیدی تا ۶ ماه پس از وقوع آن ممکن نیست.
کمینه خورشیدی در مقابل بیشینه خورشیدی قرار دارد که در آن صدها لکه خورشیدی ممکن است رخ دهد.

## کمینه خورشیدی و بیشینه خورشیدی
کمینه و بیشینه خورشیدی دو حالت نهایی چرخه فعالیت ۱۱ ساله و ۴۰۰ ساله خورشید هستند. در بیشینه خورشیدی، خورشید پر از لکه خورشیدی است، شراره خورشیدی فوران می‌کنند و ابرهای بزرگی از گاز الکتریکی به فضا پرتاب می‌شوند. در این دوره، تماشاگران آسمان ممکن است شفق‌های بیشتری ببینند و سازمان‌های فضایی باید برای حفاظت از فضانوردان، طوفان‌های تابشی را رصد کنند. خاموشی‌های برق، نقص در ماهواره‌ها، اختلال در ارتباطات و خرابی گیرنده‌های GPS تنها برخی از مشکلاتی هستند که ممکن است در بیشینه خورشیدی رخ دهند.
در کمینه خورشیدی، لکه‌های خورشیدی و شراره‌ها به‌شدت کاهش می‌یابند و گاهی روزها یا هفته‌ها بدون لکه می‌گذرند.

## پیش‌بینی چرخه‌های کمینه خورشیدی
ماهیت غیرخطی فعالیت‌های خورشیدی پیش‌بینی این چرخه‌ها را بسیار دشوار می‌کند. کمینه خورشیدی با دوره‌ای از کاهش فعالیت خورشیدی مشخص می‌شود که در آن تعداد بسیار کمی لکه خورشیدی وجود دارد، اگر اصلاً وجود داشته باشد. دانشمندان مرکز ملی پژوهش‌های جوی (NCAR) مدل رایانه‌ای از دینامیک خورشیدی (ژنراتور خورشیدی) برای پیش‌بینی‌های دقیق‌تر توسعه داده‌اند و اعتماد بالایی به این مدل دارند که توانسته با دقت بیش از ۹۸ درصد قدرت هشت چرخه خورشیدی گذشته را شبیه‌سازی کند.
با این حال، پیش‌بینی‌های این مدل در عمل بسیار نادرست بودند و با تعداد مشاهده‌شده لکه‌های خورشیدی مطابقت نداشتند.

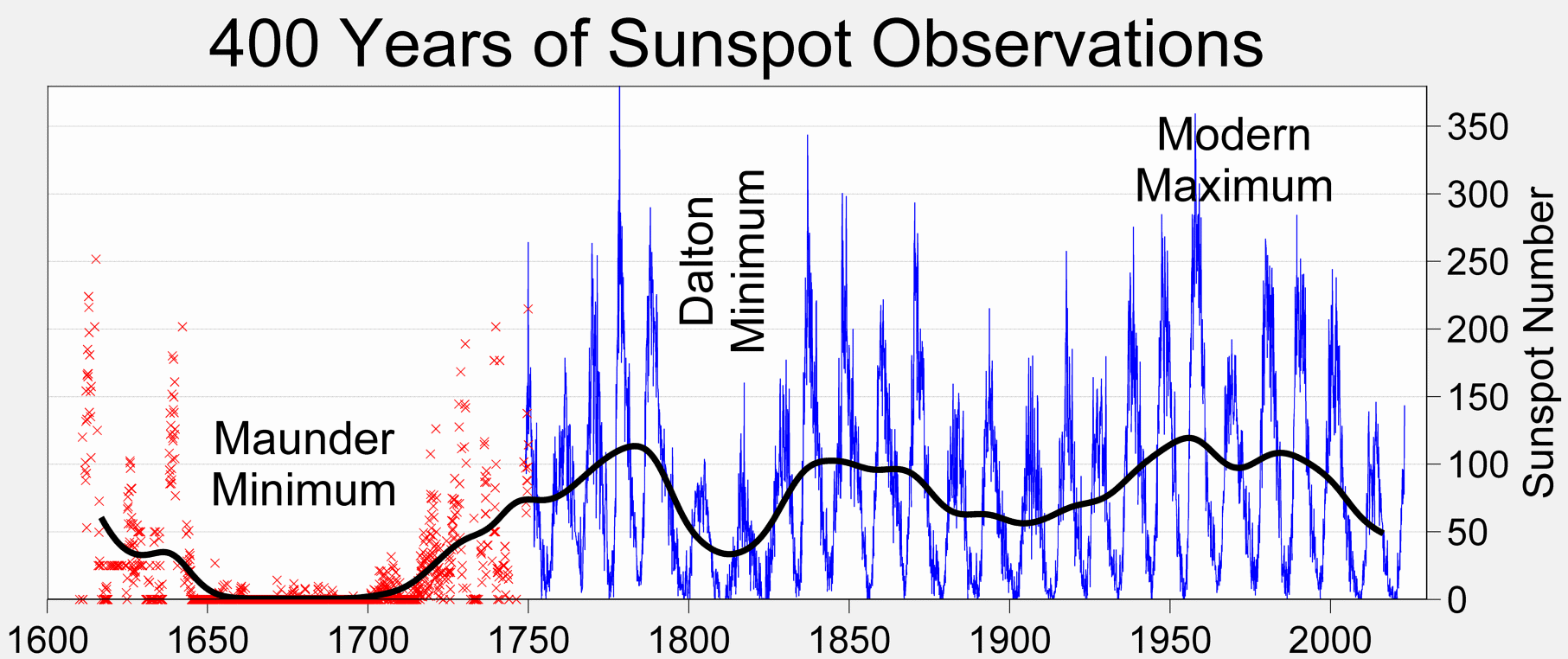
تاریخچه ۴۰۰ ساله عدد ولف.

در سال‌های ۲۰۰۸–۲۰۰۹، دانشمندان ناسا مشاهده کردند که خورشید در حال تجربه یک «کمینه خورشیدی عمیق» است. آن‌ها گزارش دادند: «در ۲۶۶ روز از ۳۶۶ روز سال ۲۰۰۸ (۷۳٪) هیچ لکه خورشیدی مشاهده نشد.» این آمار باعث شد برخی ناظران پیشنهاد کنند که چرخه خورشیدی در سال ۲۰۰۸ به پایین‌ترین نقطه خود رسیده است. اما شمار لکه‌های خورشیدی در سال ۲۰۰۹ حتی کاهش بیشتری داشت. تا ۱۴ سپتامبر ۲۰۰۹، در ۲۰۶ روز از ۲۵۷ روز سال (۸۰٪)، هیچ لکه خورشیدی وجود نداشت. **دین پزنل**، فیزیکدان خورشیدی در مرکز پرواز فضایی گادرد ناسا، به این نتیجه رسید: «ما در حال تجربه یک کمینه خورشیدی بسیار عمیق هستیم.» این اظهارنظر توسط سایر متخصصان نیز تأیید شد. **دیوید هاتاوی**، کارشناس لکه‌های خورشیدی در مرکز علوم فضایی و فناوری ناسا/مارشال، اضافه کرد: «این آرام‌ترین خورشیدی است که در تقریباً یک قرن اخیر دیده‌ایم.»
با این حال، فعالیت خورشیدی همچنان از سطح کمینه بزرگ خورشیدی (Grand Solar Minimum) بیشتر است.

## کمینه‌ها و بیشینه‌های بزرگ خورشیدی
کمینه‌های بزرگ خورشیدی زمانی رخ می‌دهند که چندین چرخه خورشیدی برای دهه‌ها یا قرن‌ها فعالیتی کمتر از میانگین داشته باشند. در این دوره‌ها، چرخه‌های خورشیدی همچنان وجود دارند، اما شدت آن‌ها کمتر از حد معمول است. کمینه‌های بزرگ نمایانگر حالتی خاص از عملکرد دیناموی خورشیدی هستند.

## رویدادهای کمینه و بیشینه خورشیدی با تاریخ‌های تقریبی
| رویداد                                                     | شروع             | پایان            |
| ---------------------------------------------------------- | ---------------- | ---------------- |
| کمینه هومری                                                | ۹۵۰ پیش از میلاد | ۸۰۰ پیش از میلاد |
| دوره گرمایشی رومی                                          | ۲۵۰ پیش از میلاد | ۴۰۰ میلادی       |
| بیشینه قرون وسطایی ۱ (نگاه کنید به دوره گرمایشی قرون وسطی) | ۹۵۰ میلادی       | ۱۰۴۰ میلادی      |
| کمینه اورت (نگاه کنید به دوره گرمایشی قرون وسطی)           | ۱۰۴۰ میلادی      | ۱۰۸۰ میلادی      |
| بیشینه قرون وسطایی ۲ (نگاه کنید به دوره گرمایشی قرون وسطی) | ۱۱۰۰ میلادی      | ۱۲۵۰ میلادی      |
| کمینه ولف                                                  | ۱۲۸۰ میلادی      | ۱۳۵۰ میلادی      |
| کمینه اسپُرر                                                | ۱۴۵۰ میلادی      | ۱۵۵۰ میلادی      |
| کمینه ماندر                                                | ۱۶۴۵ میلادی      | ۱۷۱۵ میلادی      |
| کمینه دالتون                                               | ۱۷۹۰ میلادی      | ۱۸۲۰ میلادی      |
| بیشینه مدرن                                                | ۱۹۱۴ میلادی      | ۲۰۰۸ میلادی      |

## فهرست کمینه‌های بزرگ تاریخی فعالیت خورشیدی
یک فهرست از کمینه‌های بزرگ تاریخی شامل موارد زیر است: حدود ۶۹۰ میلادی، ۳۶۰ پیش از میلاد، ۷۷۰ پیش از میلاد، ۱۳۹۰ پیش از میلاد، ۲۸۶۰ پیش از میلاد، ۳۳۴۰ پیش از میلاد، ۳۵۰۰ پیش از میلاد، و موارد دیگر تا ۹۱۷۰ پیش از میلاد.